# Teen Choice Awards 2010
La 12ª edizione dei Teen Choice Awards si è tenuta il 9 agosto 2010 a Los Angeles in California.
La cerimonia fu presentata dalla cantante Katy Perry e dal Glee Club cast.

## Vincitori

### Cinema
- Miglior film d'azione/avventura: Sherlock Holmes
- Miglior attore di film d'azione/avventura: Channing Tatum (G.I. Joe - La nascita dei Cobra)
- Miglior attrice di film d'azione/avventura: Rachel McAdams (Sherlock Holmes)
- Miglior bacio: Robert Pattinson e Kristen Stewart (The Twilight Saga: New Moon)
- Miglior combattimento: Mia Wasikowska vs. Ciciarampa (Alice in Wonderland)
- Miglior crisi isterica: Miley Cyrus (The Last Song)
- Miglior intesa: Kristen Stewart e Robert Pattinson (The Twilight Saga: New Moon)
- Miglior sorpresa maschile: Liam Hemsworth (The Last Song)
- Miglior sorpresa femminile: Taylor Swift (Appuntamento con l'amore)
- Miglior scene stealer maschile: Kellan Lutz (The Twilight Saga: New Moon)
- Miglior scene stealer femminile: Ashley Greene (The Twilight Saga: New Moon)
- Miglior film sci-fi: Avatar
- Miglior attore di film sci-fi: Sam Worthington (Avatar)
- Miglior attrice di film sci-fi: Zoe Saldana (Avatar)
- Miglior film fantasy: The Twilight Saga: New Moon
- Miglior attore di film fantasy/sci-fi: Taylor Lautner (The Twilight Saga: New Moon)
- Miglior attrice di film fantasy/sci-fi: Kristen Stewart (The Twilight Saga: New Moon)
- Miglior film drammatico: The Blind Side
- Miglior attore di film drammatico: Robert Pattinson (Remember Me)
- Miglior attrice di film drammatico: Sandra Bullock (The Blind Side)
- Miglior film commedia romantica: Appuntamento con l'amore
- Miglior attore di film commedia romantica: Ashton Kutcher (Appuntamento con l'amore)
- Miglior attrice di film commedia romantica: Sandra Bullock Ricatto d'amore
- Miglior film commedia: Notte folle a Manhattan
- Miglior attore di film commedia: Ashton Kutcher (Killers)
- Miglior attrice di film commedia: Tina Fey (Notte folle a Manhattan)
- Miglior film horror/thriller: Paranormal Activity
- Miglior attore di film horror/thriller: Leonardo DiCaprio (Shutter Island)
- Miglior attrice di film horror/thriller: Megan Fox (Jennifer's Body)
- Miglior film d'animazione: Toy Story 3
- Miglior cattivo: Rachelle Lefèvre (The Twilight Saga: New Moon)
- Miglior ballo: Sandra Bullock e Betty White (Ricatto d'amore)

### Televisione
- Miglior serie televisiva drammatica: Gossip Girl
- Miglior attore televisivo drammatico: Chace Crawford (Gossip Girl)
- Miglior attrice televisiva drammatica: Leighton Meester (Gossip Girl)
- Miglior serie televisiva fantasy/sci-fi: The Vampire Diaries
- Miglior attore televisivo fantasy/sci-fi: Paul Wesley (The Vampire Diaries)
- Miglior attrice televisiva fantasy/sci-fi: Nina Dobrev (The Vampire Diaries)
- Miglior serie televisiva d'azione: NCIS: Los Angeles
- Miglior attore televisivo d'azione: Zachary Levi (Chuck)
- Miglior attrice televisivo d'azione: Yvonne Strahovski (Chuck)
- Miglior serie televisiva commedia: Glee
- Miglior attore televisivo commedia: Jonas Brothers (Jonas L.A.)
- Miglior attrice televisiva commedia: Selena Gomez (I maghi di Waverly)
- Miglior serie televisiva d'animazione: I Griffin
- Miglior reality: Al passo con i Kardashian
- Miglior reality di competizione: American Idol
- Miglior star di reality/varietà maschile: Lee DeWyze (American Idol)
- Miglior star di reality/varietà femminile: I Kardashians (Al passo con i Kardashian)
- Miglior cattivo televisivo: Ian Somerhalder (The Vampire Diaries)
- Miglior personalità televisiva: Ryan Seacrest
- Miglior serie televisiva emergente: The Vampire Diaries
- Miglior scene stealer televisivo femminile: Hilary Duff (Gossip Girl)
- Miglior scene stealer televisivo maschile: Chris Colfer (Glee)
- Miglior sorpresa televisiva femminile: Nina Dobrev (The Vampire Diaries)
- Miglior sorpresa televisiva maschile: Paul Wesley (The Vampire Diaries)
- Miglior figura genitoriale: Mike O'Malley (Glee)

### Musica
- Miglior artista maschile: Justin Bieber
- Miglior artista femminile: Lady Gaga
- Miglior artista maschile emergente: Justin Bieber
- Miglior artista femminile emergente: Selena Gomez & The Scene
- Miglior artista rap: Eminem
- Miglior artista R&B: Beyoncé
- Miglior artista country maschile: Keith Urban
- Miglior artista country femminile: Taylor Swift
- Miglior gruppo: Selena Gomez & The Scene
- Miglior gruppo rock: Paramore
- Miglior gruppo country: Lady Antebellum
- Miglior singolo: California Gurls - Katy Perry con Snoop Dogg
- Miglior brano R&B: OMG - Usher
- Miglior brano rap/hip-hop: Love the Way You Lie - Eminem con Rihanna
- Miglior brano rock: Ignorance - Paramore
- Miglior canzone d'amore: When I Look at You - Miley Cyrus
- Miglior canzone country: Fifteen - Taylor Swift
- Miglior album country: Fearless - Taylor Swift
- Miglior album rap: Relapse - Eminem
- Miglior album R&B: Jason Derülo - Jason Derulo
- Miglior album rock: Brand New Eyes - Paramore
- Miglior album pop: My World 2.0 - Justin Bieber
- Miglior collaborazione tra artisti: Airplanes - B.o.B con Hayley Williams

### Sport
- Miglior atleta maschile: David Beckham (Calcio)
- Miglior atleta femminile: Serena Williams (Tennis)
- Miglior atleta maschile di sport estremi: Ryan Sheckler (Skateboard)
- Miglior atleta femminile di sport estremi: Maya Gabeira (Surf)

### Estate
- Miglior film: The Twilight Saga: Eclipse
- Miglior attore: Robert Pattinson (The Twilight Saga: Eclipse)
- Miglior attrice: Kristen Stewart (The Twilight Saga: Eclipse)
- Miglior serie televisiva: Pretty Little Liars
- Miglior attore televisivo: Ian Harding (Pretty Little Liars)
- Miglior attrice televisiva: Lucy Hale (Pretty Little Liars)
- Miglior artista maschile: Justin Bieber
- Miglior artista femminile: Lady Gaga
- Miglior canzone: California Gurls - Katy Perry con Snoop Dogg

### Moda e bellezza
- Icona femminile del tappeto rosso: Selena Gomez
- Icona maschile del tappeto rosso: Taylor Lautner
- Ragazzo più sexy: Taylor Lautner
- Ragazza più sexy: Megan Fox
- Celebrità della moda e della linea: Miley Cyrus e Max Azria

### Altro
- Miglior comico: Ellen DeGeneres
- Miglior idiota: Ellen DeGeneres
- Miglior videogioco: The Sims 3
- Miglior attivista: Shakira
- Miglior alume di American Idol: David Archuleta
- Miglior sorriso (presentato da Invisalign Teen): Taylor Lautner
- Fan più fantastici: Twilight Cast
- Star del web: Shane Dawson